# Dido, A Rainha de Cartago (peça)

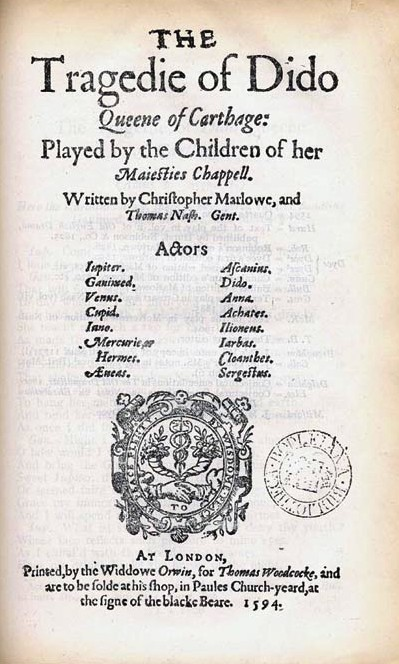
Frontispício da primeira edição de Dido, Rainha de Cartago, publicado em 1594

Dido, Rainha de Cartago (título completo: A Tragédia de Dido, Rainha de Cartago) é uma peça de menor extensão escrita pelo dramaturgo inglês Christopher Marlowe, com possíveis contribuições de Thomas Nashe. É provável que tenha sido escrita entre os anos de 1587 e 1593, tendo a sua primeira publicação ocorrido em 1594. 
A história concentra-se na figura clássica de Dido, Rainha de Cartago, dramatizando sua lenda e paixão desenfreada por Eneias, bem como a traição do herói grego e o consequente suicídio de Dido após a fuga de Eneias para a Itália. 
Os dramaturgos que compuseram a obra basearam-se nos Livros 1, 2 e 4 da Eneida de Virgílio, utilizando o poema latino como fonte primária.

## Personagens
- Dido — Rainha de Cartago
- Enéias — um herói real troiano, filho de Anquises e da deusa Vênus
- Ascanius — filho de Enéias
- Jarbas — Rei de Getúlia que está apaixonado por Dido
- Achates — amigo de Enéias
- Ilioneus — um escravo Grego
- Cloanthus
- Sergesto — Comandante dos Cinco Exércitos
- Anna — irmã de Dido
- Júpiter
- Ganimedes
- Cupido
- Mercúrio
- Vênus
- Juno
- Um Senhor
- Uma enfermeira — enfermeira idosa viúva de Dido
- outros troianos e cartagineses
- servos e atendentes

## Fonte
Dido é baseada nos livros 1, 2 e 4 da Eneida, mas os autores acabam desviando inúmeras vezes da fonte utilizada. O estudioso Stump sugere que essas mudanças em Dido são para zombar de Eneias. Algumas dessas mudanças referidas, especificamente, são:
- A prática do furto, por Dido, dos equipamentos de Eneias, visando impedi-lo de fugir de Cartago, o que inexiste no poema de Virgílio;
- Eneias vestir-se como um mendigo, tornando-se irreconhecível quando aparece pela primeira vez no drama;
- A reação violenta de Eneias às lembranças de Tróia, enlouquecendo-se com a perda experimentada;
- Enéias forçado a implorar a Iarbus por ajuda;
- Além dessas invenções, Anna e Iarbus cometem suicídio em dissonância para com o poema utilizado como fonte.

## Enredo
Júpiter afaga Ganimedes, que acusa Juno, esposa de Júpiter, de maltratá-lo por ciúme. Vênus entra em cena e reclama a Júpiter que ele está negligenciando o filho dela, Eneias, herói da guerra de Troia, que deixou a cidade com outros sobreviventes. Enéias encontrava-se a caminho da Itália, quando acabou se perdendo em uma tempestade. Júpiter pede a Vênus que não se preocupe, pois, ele acalmará a tempestade. Vênus então viaja para a Líbia, onde se disfarça de mortal encontra Eneias, que chegava perdido na costa do país. Eneias e alguns seguidores acabam separando-se de seus antigos camaradas. Ele reconece Vênus, mas ela nega sua verdadeira identidade. Ela o ajuda a encontrar-se com Ilioneus, Sergestus e Cloanthes, além de outros sobreviventes troianos, que já recebiam uma generosa hospitalidade da governante local, Dido, Rainha de Cartago. Dido conhece Eneias e lhe promete abastecer seu navio. Ela pede-lhe que fale a respeito da verdadeir história por trás da queda de Troia, o que ele efetua em detalhes, descrevendo a morte de Príamo, a perda de sua própria esposa e sua fuga junto de seu filho Ascanius juntos de outros sobreviventes.
Jarbas, pretendente de Dido, a pressiona para casar-se logo com ele, o que parece ser também a intenção de Dido. Mas Vênus tem seus próprios planos. Ela disfarça Cupido para que se pareça com Ascanius, filho de Eneias, e ele se aproxime de Dido a fim de acertá-la com sua flecha. Assim ele faz, e Dido fica imediatamente apaixonada de Eneias, rejeitando seu antigo pretendente, Iarbas, para desespero dele. A irmã de Dido, Ana, que está apaixonada por Jarbas, encoraja Dido a continuar com Eneias. Dido encontra-se com Eneias em frente a uma caverna, onde ela lhe seu amor. Então eles adentram a caverna para fazer amor. Jarbas jura vingar-se. Nisso, Vênus e Juno aparecem para discutindo sobre Eneias. Vênus acredita que Juno quer machucá-lo, mas Juno nega, dizendo ter planos melhores para ele.
Então os seguidores de Eneias aparecem dizendo que precisam deixar a Líbia, para cumprir seu destino na Itália. Eneias parece concordar e se prepara para partir. Dido envia Ana para descobrir o que está acontecendo. Ela traz Eneias de volta, que, no que lhe concerne, nega qualquer intenção de partir. Dido o perdoa, mas como precaução remove todos os equipamentos e velas dos navios de Eneias. Ela também coloca Ascanius, filho de Eneias, sob a custódia de uma enfermeira, acreditando que Eneias jamais partiria sem o filho. Porém, Ascanius, na verdade, ainda é Cupido disfarçado. Dido promete a Eneias o reinado sobre Cartago, bem como a execução de quem oferecer objeções. Eneias concorda e planeja construir uma nova cidade para rivalizar com Troia e atacar os gregos outra vez.
Mercúrio então aparece com o verdadeiro Ascanius (isto é, cupido) e informa a Eneias que o destino dele está na Itália e que ele deve partir a mando de Júpiter. Eneias aceita a ordem relutantemente. Jarbas constatá a oportunidade para se livrar de seu rival e concorda em reequipar os navios de Eneias com os equipamentos surrupiados. Eneias diz a Dido que ele tem que partir. Ela implora-lhe que ignore a ordem de Júpiter, mas ele se recusa a fazê-lo. Ele parte, deixando Dido em desespero. A enfermeira diz que Ascanius desapareceu. Dido ordena que a enfermeira seja presa e diz a Jarbas e a Ana que ela tem a intenção de realizar uma pira funerária em que queimará tudo que a lembre de Eneias. Após amaldiçoá-lo, ela se joga no fogo. Jarbas, horrificado, se mata também. Ana, vendo Jarbas morto, também se mata.

## Publicação
A peça foi publicada pelo livreiro Thomas Woodcock, em 1594, um ano após a morte prematura de Marlowe em Deptford. O frontispício atribui a peça a Marlowe e a Nashe, e também afirma que a peça foi encenada pelas Crianças da Capela. Essa companhia teatral de garotos parou com encenações em 1584, mas parece ter se envolvido em apresentações esporádicas no final dos anos 1580 e início dos anos 1590. Desse modo, os estudiosos colocam a primeira montagem de Dido entre os anos de 1587–1593.

## Autoria
O estudioso do século XIX Frederick Gard Fleay delineou a parte de cada um dos autores, e atribuiu a Nashe as seguintes porções: ato I, cena i (segunda parte, após a linha 122); ato III, cenas i, ii e iv; ato IV, cenas i, ii e v. O restante da peça, ele atribuiu a Marlowe. Porém, acadêmicos posteriores não concordam com essa distribuição. As investigações de Knutowski, R.B. McKerrow e Tucker Brooke concluíram que muito pouco pode ser creditado a Nashe. Já Frederick S.Boas admite que apenas alguns detalhes possuem algum paralelo com os trabalhos conhecidos de Nashe, bem como apenas algumas palavras ou significados aparecem em sua obra: “as enas nas quais essas passagens e fases aparecem, geralmente, tem o selo de Marlowe”. Alguns críticos tem ignorado virtualmente a participação de Nashe (ainda que a presença de um colaborar explique a disparidade do padrão da dramaturgia de Marlowe). Nenhuma outra peça de Marlowe tem uma personagem feminina tão forte no papel principal. Além disso, em nenhuma outra “há uma paixão erótica heterossexual como eixo da força dramática da peça”. Ainda assim, estudos mais recentes conduzidos independentemente por Darren Freebury-Jones, Marcus Dahl, Ruth Lunney e Hugh Craig não encontraram nenhuma evidência relativamente à participação de Nashe.

## Adaptações
O compositor inglês do século XVIII Stephen Storace escreveu uma ópera intitulada Dido, Rainha de Cartago (1794).
Uma adaptação da peça foi transmitida pela BBC Radio 3 em 30 de maio de 1993, no 400.º aniversário da morte de Marlowe, com a peça O Massacre em Paris, conforme dirigida por Alan Drury e Michael Earley.